# سليبنر
نادي سليبنر (بالإنجليزية: Idrottsklubben Sleipner) نادي كرة قدم سويدي يلعب في دوري الدرجة الأولى. تم تأسيس النادي في سنة 1903 .